# (5178) Pattazhy
(5178) Pattazhy est un astéroïde de la ceinture principale.

## Description
(5178) Pattazhy est un astéroïde de la ceinture principale. Il fut découvert le 1er février 1989 à Kavalur par Rajgopalan Rajamohan. Il présente une orbite caractérisée par un demi-grand axe de 2,23 UA, une excentricité de 0,14 et une inclinaison de 4,0° par rapport à l'écliptique.

## Compléments